# Nier
Nier (ニーア?, Nīa), stilizzato come NieR, è un videogioco di tipo action RPG del 2010, sviluppato dai Cavia e pubblicato da Square Enix per PlayStation 3 e Xbox 360. Lo slogan pubblicitario del gioco è 一人のために、全てを滅ぼせ (distruggi ogni cosa solo per il bene di una singola persona). È il primo spin-off della serie di Drakengard.

## Trama

### Prima parte
Estate, 2049 (2053 nella versione Replicant). Un uomo di mezza età (adolescente in Replicant) chiamato Nier (nome personalizzabile dal giocatore) tenta strenuamente di difendere la figlia Yonah (sorella in Replicant), gravemente malata, dagli attacchi di alcune creature oscure all'interno di un supermercato abbandonato, sfruttando i poteri di un misterioso libro nero per massacrarle. Tornando a controllare Yonah, però, scopre che degli strani simboli neri stanno cominciando a farsi strada sul corpo della bambina.
1312 anni dopo (1412 in Replicant), l'umanità è sull'orlo dell'estinzione: la società è tornata a un livello di sviluppo medievale e i pochi stabilimenti umani sono sotto l'attacco di creature misteriose note come Ombre, aggressive ma sensibili ai raggi solari. In un piccolo villaggio, sorvegliato dalle gemelle Devola e Popola, abitano Nier e sua figlia/sorella Yonah, fisicamente identici ai due visti nell’introduzione. Nier lavora come tuttofare del villaggio per curare Yonah, affetta da un morbo noto come Necrografia, che decima interi villaggi e sembra non avere rimedio. Un giorno Nier scopre che Yonah si è avventurata fuori dal villaggio alla ricerca della Lacrima Lunare, un fiore leggendario in grado di esaudire qualunque desiderio. Dopo averla ritrovata nella parte più alta del Santuario Perduto Nier incontra Grimoire Weiss, un tomo bianco parlante e dal fare altezzoso che, offrendosi di aiutare il protagonista nella sua missione, gli dona i suoi poteri: grazie ad essi Nier sconfigge due imponenti soldati meccanici posti a guardia della bambina, portandola in salvo.
Tornati al villaggio, Nier scopre grazie a Devola e Popola che Weiss potrebbe essere la chiave per guarire Yonah: secondo un'antica leggenda il libro nero Grimoire Noir, fonte della Necrografia, sarà sconfitto dal libro bianco Grimoire Weiss dopo aver ottenuto i Versi Sigillati, potenti incantesimi nascosti in giro per il mondo. Deciso a curare Yonah a tutti i costi, Nier parte assieme a Grimoire Weiss per trovare i Versi, sorvegliati da varie pericolose creature. Durante il viaggio Nier e Weiss stringono inoltre amicizia con Kainé, una donna volgare e violenta con un odio profondo per le Ombre e posseduta in parte da una di loro, ed Emil, un misterioso bambino bendato in grado di pietrificare qualunque cosa con lo sguardo, che vive in una villa sospesa nel tempo.
Tuttavia, dopo aver trovato l'ultimo Verso, il villaggio di Nier viene attaccato da una gigantesca Ombra e dal Signore delle ombre, padrone e comandante delle creature e proprietario di Grimoire Noir: quest'ultimo rivela a Weiss che i Versi Sigillati servivano unicamente a permettere ai due libri di fondersi, e che così facendo le Ombre si potranno scatenare su tutta la Terra. All'ultimo, grazie all'aiuto di Kainé, Weiss rinnega Noir e aiuta Nier a combattere il Signore delle Ombre, che però mette il protagonista al tappeto e fugge portando via Yonah. Kainé, infine, si vede costretta a chiedere a Emil di pietrificarla per sigillare l'enorme Ombra nella biblioteca e salvare il villaggio.

### Seconda parte
Cinque anni dopo, Nier e Weiss continuano a combattere le Ombre con la speranza di salvare Yonah, finora senza successo. Dopo l'ennesimo attacco al villaggio da parte delle Ombre, Emil scrive una lettera a Nier dichiarando di aver trovato un modo per riportare in vita Kainé: i tre quindi si avventurano nei sotterranei della villa del ragazzo, dall'aspetto di enormi laboratori. Giunti fino in fondo, trovandosi davanti a un gigantesco essere scheletrico, Emil finalmente riesce a ricordare il suo nebuloso passato: lui e il mostro davanti a loro, un migliaio di anni prima, erano fratello e sorella, vittime di una serie di esperimenti da parte del governo per creare armi magiche; Halua, la sorella maggiore, divenne il mostruoso e incontrollabile Numero 6, mentre Emil, con il nome in codice Numero 7, fu costretto a pietrificarla con i suoi poteri per poterla contenere. Essendo immortale, Emil finì per passare i successivi 1300/1400 anni nella villa costruita per nascondere i laboratori. Dopo un duro combattimento con Numero 6, risvegliatasi dalla sua stasi, Emil riesce ad assorbirla con successo, riacquistando la vista ma diventando un mostruoso essere ibrido. I due tornano al villaggio e, usando i nuovi poteri magici acquisiti da Emil, riescono a riportare in vita Kainé. Il gruppo, ormai ricostituitosi e più forte di prima, comincia quindi un lungo viaggio sotto la guida di Devola e Popola alla ricerca dei frammenti di una chiave che aprirà loro la strada nel covo del Signore delle Ombre, trovandosi ad affrontare Ombre ancora più pericolose e a compiere difficili scelte.
Trovati tutti i frammenti della chiave, i quattro si avventurano finalmente nel castello del Signore delle Ombre. Ma inaspettatamente ad attenderli trovano Devola e Popola, che si rivelano alleate del Signore delle Ombre e raccontano finalmente al gruppo la verità: ciò che le persone comuni chiamano Ombre sono in realtà le anime prive di corpo degli esseri umani, chiamate Gestalt, mentre gli “umani” (e per estensione anche Nier e Kainé) sono solo corpi vuoti e privi di anima noti come Replicanti.
Nei primi anni Duemila, infatti, un'epidemia nota come Sindrome da Clorurazione Bianca, causata da un mostro gigante caduto dal cielo (gli eventi del gioco sono infatti diretta conseguenza del quinto finale di Drakengard) rischiò di annientare l'umanità, tramutando gli esseri umani in mostri chiamati Legione, e l'unica salvezza fu un procedimento in grado di separare le anime degli esseri umani dai rispettivi corpi, trasformando le prime in Gestalt e creando Replicanti come involucri riciclabili in grado di combattere Legione e che potessero in seguito contenerle: il Progetto Gestalt. Col passare del tempo, tuttavia, i Gestalt privati di corpo cominciarono progressivamente a perdere coscienza di sé e a diventare aggressivi, causando la Necrografia nei rispettivi Replicanti “corrotti” (spiegando quindi il comportamento di tali esseri e il diffondersi del morbo), mentre i Replicanti iniziarono a mostrare segni di emozioni e autoconsapevolezza, arrivando a creare proprie società nel mondo ormai libero da Legione e a credere di essere i veri esseri umani. Il Signore delle Ombre è in realtà l’anima del "vero" Nier (il Nier giocabile nel prologo del gioco) e il primo Gestalt completamente stabile, che sotto la falsa promessa dagli attuatori del Progetto che Yonah (colpita dalla Necrografia quando il suo Gestalt si è separato dal corpo) sarebbe stata curata in futuro ha assunto il compito di sorvegliare i Gestalt per fare in modo che non perdano coscienza, e Devola e Popola sono due androidi costruiti per tenere d’occhio i Replicanti e sovrintendere all’intero Progetto. I due Grimori, infine, sono strumenti creati dalle due per permettere ai Gestalt di tornare ai rispettivi Replicanti e far rinascere l’umanità. Il vero motivo per cui Devola e Popola hanno permesso a Nier di ottenere i Versi Sigillati e di varcare la soglia del castello è per limitare i danni delle azioni del Signore delle Ombre: questi, infatti, è andato fuori controllo dopo essersi reso conto che la sua Yonah non può essere curata, causando la perdita di coscienza in un numero sempre maggiore di Gestalt e il diffondersi della Necrografia, e ha quindi attaccato il villaggio di Nier e rapito il Replicante di Yonah per tentare di riunirsi con la figlia/sorella; l'unica cosa che le gemelle possono fare è portare Nier al loro padrone e "accelerare" il Progetto fondendo insieme i Grimori, riportando ogni Gestalt al rispettivo Replicante.
Devola e Popola attaccano quindi il gruppo per recuperare il Replicante del Signore delle Ombre (ovvero il Nier che si è controllato per il resto del gioco) e fondere i due Grimori per porre fine al Progetto Gestalt. Durante lo scontro, in cui Devola perde la vita per prima, Emil si sacrifica per salvare i suoi amici da Popola, annientandola. Nier, Kainé e Weiss procedono quindi verso la sala finale, dove si trovano il Signore delle Ombre e Yonah.
Nier e il suo Gestalt iniziano a combattere quando improvvisamente Yonah, posseduta dal suo Gestalt, si sveglia. Il suo Gestalt si rivolge al Signore delle Ombre, rivelandogli di non voler riavere il suo corpo se ciò significa impedire al suo Replicante di poter incontrare di nuovo Nier, e si suicida camminando verso la luce, dissolvendosi e liberando Yonah. Disperato per la perdita dell'unica persona che amava, il Signore delle Ombre tenta un ultimo attacco contro il suo Replicante: infine, Weiss decide di sacrificarsi per distruggere Noir e quindi indebolire il suo padrone, lasciando a Nier la chance di sferrare il colpo finale al suo Gestalt.

### Finali
Il gioco si dipana in quattro (cinque in Replicant ver.1.22474487139...) finali differenti, ottenibili attraverso vari criteri.
- Finale A: ottenibile arrivando alla fine del gioco per la prima volta. Nier, dopo un attimo di esitazione, uccide il Signore delle Ombre. Accorrendo da Yonah, sotto consiglio della voce ormai senza più corpo di Weiss, richiama a sé la bambina dicendole il suo nome e si riunisce finalmente a lei dopo cinque anni. Kainé decide di separarsi dagli altri, partendo per la sua strada. Nell’ultima scena, ambientata durante un flashback al villaggio, il Nier di cinque anni prima offre una Lacrima Lunare a Yonah, mentre i loro Gestalt si riuniscono nell’aldilà.

- Finale B: ottenibile ricaricando il salvataggio subito dopo il Finale A. Il giocatore viene riportato poco dopo l'inizio della seconda parte del gioco e deve ripetere gli eventi che portano al Finale A: la differenza principale, tuttavia, è l'aggiunta di un grande numero di cutscene che ricontestualizzano ogni battaglia boss e altre scene del gioco, enfatizzando il lato "umano" delle Ombre, e di sottotitoli che permettono di comprendere le loro parole. Viene inoltre fatta luce sul personaggio di Kainé e su Tyrann, l'Ombra che la possiede e che la spinge a uccidere. Nella scena finale, ambientata parallelamente al Finale A, il Signore delle Ombre si ritrova isolato in uno spazio bianco dopo la sua morte per mano del suo Replicante e chiede perdono a Yonah per non essere riuscito a salvarla, mentre gli spiriti degli altri boss lo osservano da lontano. Lo spirito di Yonah si avvicina al padre/fratello, entrambi nelle loro forme umane, e lo ringrazia per essere sempre stato con lei. In una scena dopo i titoli di coda si scopre poi che Emil è ancora vivo, seppur ridotto soltanto a una testa.

- Finale C: ottenibile dopo aver trovato tutte le armi del gioco. Subito dopo il Finale A, Kainé soccombe alla Necrografia e si trasforma nella sua forma di Ombra, attaccando Nier. Durante lo scontro Tyrann si rivela a Nier, spiegandogli la situazione, e nel suo primo e unico atto di altruismo gli dà la scelta di uccidere Kainé o di salvarla sacrificando la sua stessa esistenza. Scegliendo di ucciderla, Nier trafigge Kainé, realizzando i suoi sentimenti per lei. Tyrann, prima di morire assieme a Kainé, comunica al protagonista le ultime parole della ragazza: "grazie".

- Finale D: ottenibile scegliendo, durante il Finale C, di sacrificare Nier per salvare Kainé. Nier viene cancellato dall'esistenza e scompaiono tutti i ricordi che gli altri hanno di lui. Yonah ringrazia Kainé per averla salvata mentre la ragazza raccoglie una Lacrima Lunare, sentendo in qualche modo un collegamento con Nier. Il sacrificio di Nier ha effetti sul gioco stesso: i dati di salvataggio usati per tale finale vengono infatti letteralmente cancellati, e il nome scelto per il protagonista non potrà essere usato per cominciare un nuovo file.

- Finale E: ottenibile soltanto in Replicant ver.1.22474487139... iniziando un nuovo file di salvataggio dopo il Finale D, basato sul racconto breve The Lost World contenuto nella guida al gioco Grimoire NieR. Tre anni dopo gli eventi del Finale D, Kainé continua a vedere Nier nei suoi sogni, pur non riuscendo a ricordarsi di lui. Informata di strani avvenimenti nella Foresta dei Miti, la ragazza scopre che tutti gli abitanti del villaggio al suo interno sono stati uccisi da strani esseri robotici fuoriusciti dall'albero sacro al centro della foresta; avventurandosi al suo interno, scopre che questo è in realtà una struttura artificiale che penetra nelle profondità della terra dallo scopo sconosciuto, la cui superficie interna è ricoperta di cavi e altri componenti meccanici. Al suo interno, Kainé entra in contatto con due voci che le comunicano che con la morte del Signore delle Ombre, il Gestalt Originale, i rimanenti Gestalt stanno perdendo coscienza di sé uno ad uno, e di conseguenza i Replicanti (incapaci di riprodursi autonomamente) presto si estingueranno a causa della Necrografia, portando al fallimento totale del Progetto Gestalt e ponendo fine alla razza umana. Scendendo ancora di più in profondità, la ragazza si trova davanti alla fonte delle voci: sono i cosiddetti Amministratori, uno di aspetto maschile e uno femminile, esseri robotici creati per gestire la struttura; l’Albero è infatti parte del Progetto Gestalt, una sorta di gigantesco database con lo scopo di registrare i ricordi dei Replicanti e mantenerli in eterno. I due esseri, interessati alla natura anomala di Kainé (poiché in grado di ricordare Nier, seppur involontariamente) e considerata da essi una singolarità (termine già usato in Drakengard 3 per riferirsi alla natura della protagonista Zero), hanno deciso di voler osservarla combattere. Kainé è quindi costretta ad affrontare numerose copie robotiche di sé stessa, finché improvvisamente Emil (dotato di un nuovo corpo con quattro braccia) accorre ad aiutarla, permettendole di penetrare nelle profondità dell’Albero. Avanzando, lentamente, Kainé inizia a ricordare l’esistenza di Nier. Nelle più remote profondità dell’Albero, gli Amministratori decidono di porre Kainé davanti a un’ultima sfida. La ragazza è infatti costretta a combattere con una versione potenziata di Hook, il Gestalt che ha ucciso sua nonna e ha causato il suo odio verso tutte le Ombre. Inaspettatamente, dopo una prima sconfitta, Kainé viene raggiunta da un ripristinato Grimoire Weiss, grazie al cui aiuto riesce ad annientare Hook: la morte del mostro provoca l’apparente distruzione degli Amministratori, durante la quale Kainé riesce a richiamare a sé Nier e a ripristinare la sua esistenza. Dall'Albero sboccia una gigantesca Lacrima Lunare, sul quale si trovano Kainé, Emil e Nier, riportato in vita nel suo corpo di otto anni prima. Il file di salvataggio cancellato durante il Finale D, infine, viene ripristinato. Questo finale, migliaia di anni dopo, porterà agli eventi del sequel Nier: Automata.

## Accoglienza
Il gioco originale ha riscontrato in genere un giudizio mediocre da parte della critica. Su SpazioGames.it ha ricevuto un punteggio di 6,5 su 10, e ne viene criticata la realizzazione tecnica, il gameplay poco approfondito e la monotonia, elogiando però l'ottima trama e lo stile azzeccato. Everyeye.it gli assegna un voto di 5 su 10, definendolo "una di quelle produzioni che saranno presto dimenticate. Una sperimentazione stravagante ma senza estro, un gioco nato senza identità".
La versione Replicant ver.1.22474487139... ha ricevuto un giudizio molto favorevole, con molti recensori definendolo un ottimo remake che sistema i problemi del gioco originale, seppur sia stato criticato per il suo comparto tecnico.
Durante i The Game Awards 2021 NieR: Replicant ver.1.22474487139... è stato premiato per la miglior colonna sonora del 2021.

## Distribuzione e versioni

### NieR: Gestalt e NieR: Replicant
In Giappone, il gioco è stato distribuito in due versioni, intitolate NieR: Gestalt e NieR: Replicant, a differerenza del resto del mondo in cui è stata localizzata e distribuita solo la prima delle due e privata del sottotitolo. Le differenze tra le due versioni sono minori e non influenzano né diversificano in  maniera sostanziale il gameplay. La modifica più lampante riguarda il protagonista e il suo grado di parentela col personaggio Yonah: nella versione Gestalt si vestono i panni del padre di Yonah, mentre nella versione Replicant quelli del fratello. Sono, tuttavia, presenti anche leggere modifiche nei dialoghi con Yonah (differentemente adattati in dipendenza della parentela), nelle musiche e nell'anno in cui il titolo è ambientato (NieR: Gestalt è ambientato nel 3361 mentre NieR: Replicant nel 3465).

### Espansioni
Il 12 maggio 2010 è stato reso disponibile su PlayStation Network e Xbox Live un DLC intitolato Il mondo dei vasi vacui, che permette di sbloccare nuovi costumi, armi e permette di giocare con la skin del protagonista del Replicant.

### NieR Replicant ver.1.22474487139...
Il 29 marzo 2020, durante l'evento streaming per il decimo anniversario della pubblicazione di NieR, è stata annunciata una «version up» (come è stata chiamata dagli sviluppatori) del gioco, sviluppata dal team Toylogic per PS4, Xbox One e PC, con il nome di NieR Replicant ver.1.22474487139... Nella stessa data ne è stato inoltre pubblicato un breve teaser, mostrando degli artwork di alcune ambientazioni della nuova versione del gioco.
Durante la conferenza in streaming è stato affermato che la version up riguarderà solamente la versione Replicant del titolo, che quindi vedrà delle migliorie grafiche e strutturali, oltre all'aggiunta di un nuovo personaggio. Le fasi action saranno riviste e supervisionate da Takahisa Taura, che aveva precedentemente lavorato a Nier: Automata. La colonna sonora è stata registrata nuovamente ed integrata con tracce inedite.
Il numero 1.22474487139..., riferito nel titolo alla versione del gioco, è composto dalle prime cifre della radice di 1.5, indicando implicitamente la natura del rifacimento dello stesso, a metà tra una versione remastered ed un remake.
Durante il Tokyo Game Show 2020 è stata annunciata la data d'uscita di NieR Replicant ver.1.22474487139..., prevista per il 23 aprile 2021.